# Nicolás Garayalde
Nicolás Garayalde (Buenos Aires, Argentina; 27 de julio de 1999) es un futbolista argentino. Juega de centrocampista y su equipo actual es el Gimnasia y Esgrima La Plata de la Primera División de Argentina.

## Trayectoria
Formado en las inferiores del Vélez Sarsfield, fue promovido al primer equipo en la temporada 2020 de la mano del entrenador Mauricio Pellegrino. Debutó el 1 de diciembre ante Deportivo Cali por la Copa Sudamericana.
A comienzos de la temporada 2023, en febrero de 2023 salió lesionado del encuentro ante Atlético Tucumán, y fue intervenido.
En julio de 2024 se establece un préstamo a Gimnasia y Esgrima La Plata por 18 meses con opción de compra. 

## Estadísticas
Actualizado al último partido disputado el 26 de febrero de 2024.
| Vélez Sarsfield Argentina | 1.ª           | 2020          | 0  | 0 | 0  | 0 | 1  | 0 | 1  | 0 |
| Vélez Sarsfield Argentina | 1.ª           | 2021          | 7  | 0 | 0  | 0 | 2  | 0 | 9  | 0 |
| Vélez Sarsfield Argentina | 1.ª           | 2022          | 35 | 1 | 3  | 0 | 10 | 0 | 48 | 1 |
| Vélez Sarsfield Argentina | 1.ª           | 2023          | 7  | 0 | 8  | 0 | 0  | 0 | 15 | 0 |
| Vélez Sarsfield Argentina | 1.ª           | 2024          | 0  | 0 | 3  | 0 | 0  | 0 | 3  | 0 |
| Vélez Sarsfield Argentina | Total club    | Total club    | 49 | 1 | 14 | 0 | 13 | 0 | 76 | 1 |
| Gimnasia y Esgrima La Plata Argentina | 1.ª           | 2024          | 0  | 0 | 0  | 0 | 0  | 0 | 0  | 0 |
| Gimnasia y Esgrima La Plata Argentina | Total club    | Total club    | 0  | 0 | 0  | 0 | 0  | 0 | 0  | 0 |
| Total carrera | Total carrera | Total carrera | 49 | 1 | 14 | 0 | 13 | 0 | 76 | 1 |
| (1) La copa nacional se refiere a la Copa Argentina y Copa de la Liga Profesional. (2) La copa internacional se refiere a la Copa Sudamericana y Copa Libertadores. |               |               |    |   |    |   |    |   |    |   |